# Dom Kordopułowa
Dom Kordopułowa (bułg. Кордопулова къща) – zbudowany w 1754 r. dom w Melniku, w południowo-wschodniej Bułgarii, należący niegdyś do greckiego kupca Manolisa Kordopułowa. Jest największą rezydencją z epoki odrodzenia na Półwyspie Bałkańskim, jaka zachowała się do dziś. W domu znajdują się weneckie malowidła ścienne, rzeźby w drewnie i witraże, a także ogromne beczki do przechowywania wina Melnik. Znajduje się na liście 100 atrakcji turystycznych Bułgarii.

## Historia

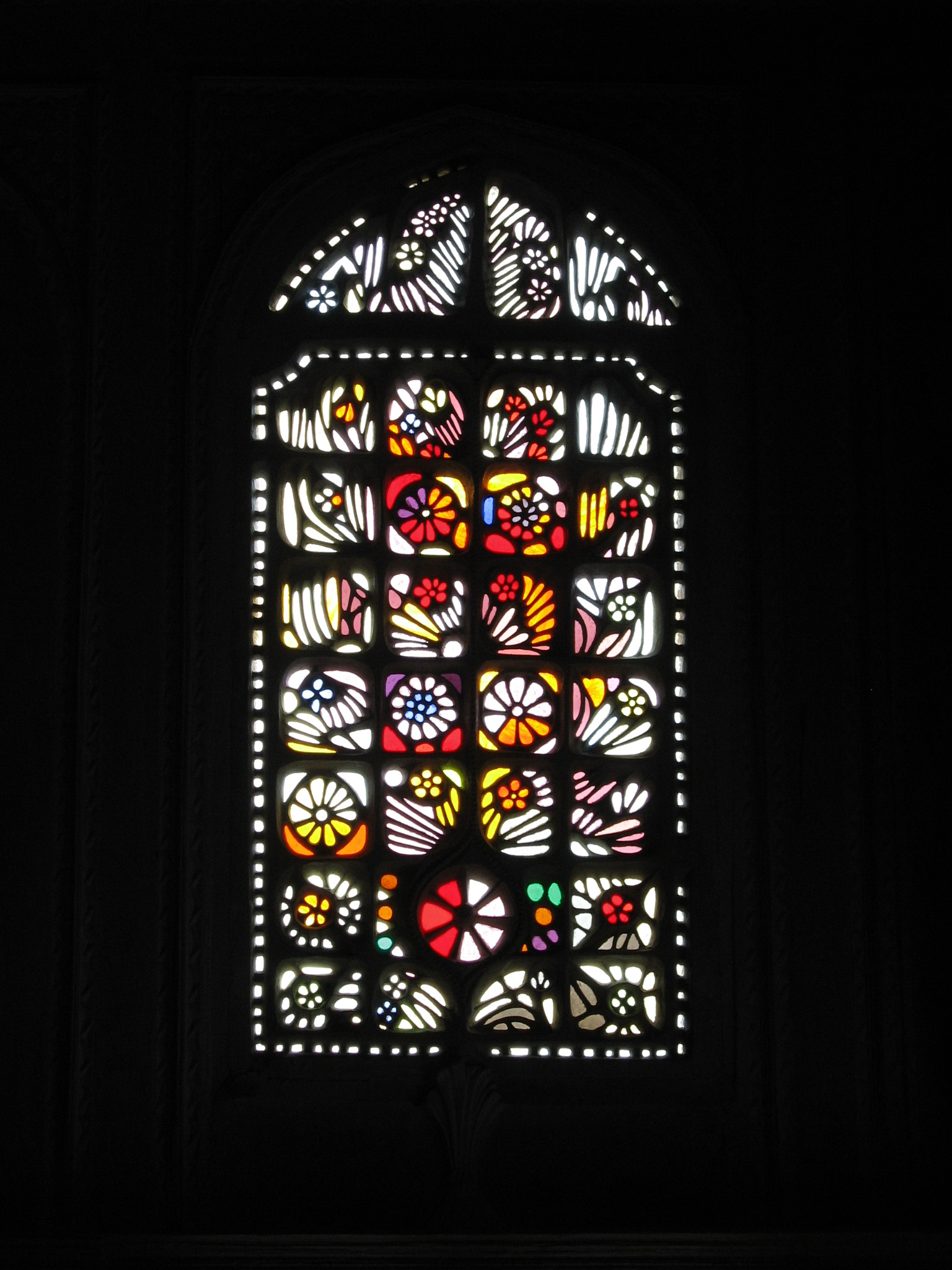
Jeden z witraży w Domu Kordopułowa

Rezydencja należała do greckiej rodziny kupców Kordopoulos. Zbudowana została w 1754 r. (lub 1758 r.) jako miejsce do produkcji, przechowywania i handlu winem. Ostatnim znanym przedstawicielem rodziny był Manolis Kordopoulos lub Kordopułos, który ukończył winiarstwo we Francji i zmodernizował tę gałąź przetwórstwa w Melniku. W swoim domu udzielał schronienia bułgarskiemu rewolucjoniście Jane Sandanskiemu (1872-1915). Został zabity w czasie wojny bałkańskiej przez Turków opuszczających miasto w 1912 r. Po jego śmierci właścicielką domu stała się Agnesa, która była albo pokojówką, albo siostrą Kordopoulosa. Poślubiła Georgi Cincarow, który pracował jako służący. Bezdzietne małżeństwo adoptowało siostrzeńca, Gawraiła, ojca Nikoły Paspalewa, obecnego właściciela domu. W latach 1973–1979 (lub 1974–1980) architekt Georgi Łabow nadzorował renowację domu. Obecnie jest to prywatne muzeum, które odwiedza ok. 30 000 turystów rocznie. Budynek znajduje się na liście 100 najważniejszych krajowych atrakcji turystycznych Bułgarskiego Związku Turystycznego.

## Architektura
Położony w północno-wschodniej części miasta Dom Kordopułowa, według niektórych źródeł, jest największym zachowanym domem zbudowanym w XVIII w. na Półwyspie Bałkańskim. Dwie z czterech kondygnacji budynku są kamienne, łączy je siedem wewnętrznych klatek schodowych. Wśród pomieszczeń, oprócz sypialń, kuchni czy pokoju do tańca znajduje się też sauna.
Najprzestronniejszy w budynku pokój – dzienny – ma około 90 metrów kwadratowych. Charakteryzuje się dwudziestoma czterema oknami w dwóch rzędach. Rząd górny wykonany jest z barwionego szkła weneckiego z weneckimi i osmańskimi motywami, rząd dolny jest typowy dla stylu bułgarskiego odrodzenia narodowego (zwanego też „bułgarskim renesansem”). Pokój jest wyeksponowany z czterech stron – wschód, zachód, północ, południe. Drewniany sufit jest ozdobny: na środku znajduje się słońce, a dwanaście geometrycznych kształtów symbolizuje dwunastu apostołów i dwanaście miesięcy roku. Nad zdobioną obrazami barokową szafą wbudowaną w północną ścianę znajdują się winogrona różnych odmian. Drewniane, dębowe podłogi pokryte są kolorowymi dywanikami. Wzdłuż pozostałych trzech ścian, w wykuszach, znajdują się miejsca do siedzenia.
W sypialni również znajdują się witraże w kilku stylach, sufit ma motywy bułgarskie, greckie, tureckie i orientalne. Kominek ma kształt minaretu, na którym znajduje się prawosławny krzyż, co wskazuje, że grupy etniczne zamieszkałe w tym czasie w regionie dobrze współistniały. W budynku znajduje się ogród zimowy, który kiedyś był oszklony, a także letni taras, w którego centralnym miejscu znajduje się kamienny zegar słoneczny.

## Piwnica i skład wina
Pod domem znajduje się wykuta w skale piwnica, która tworzy 150-metrowy (według innego źródła 80-metrowy) tunel. Piwnice mogą pomieścić 250–300 ton wina, a największa beczka mieści 12,5 tony. Według archeologa i historyka Bogdana Fiłowa, który odwiedził dom latem 1916 r., największa beczka mieściła około 30,7 ton winogron. Korytarze są stosunkowo wąskie i miejscami niskie. Piwnica ma specjalne kanały i system wentylacji, zapewniający utrzymanie dobrych warunków do dojrzewania i przechowywania wina.
Melnik, położony w południowo-zachodniej części w kraju, niedaleko granicy z Grecją, gdzie opadają strome stoki Pirynu. Tamtejsze gleby oraz wysokie temperatury stanowią doskonałe warunki dla uprawy winorośli. Jedynie w tej części kraju hoduje się odmianę winorośli Sziroka Mełniszka Łoza. Produkcja wina odbywa się według tradycyjnych, starych technologii. Posiada ono głęboko rubinowy połysk, bogaty bukiet i subtelny aromat. Wyczuwalna jest nuta wiśni, czarnych jagód, czarnego pieprzu i tytoniu. Sprzedawane jest w wieku od 4 do 10 lat. W dawnych czasach wino Melnik było obecne na stołach bułgarskich chanów, bojarów, weneckich dożów, francuskich książąt, austriackich hrabiów, baronów i angielskich władców.

## Galeria

Dom Kordopułowa
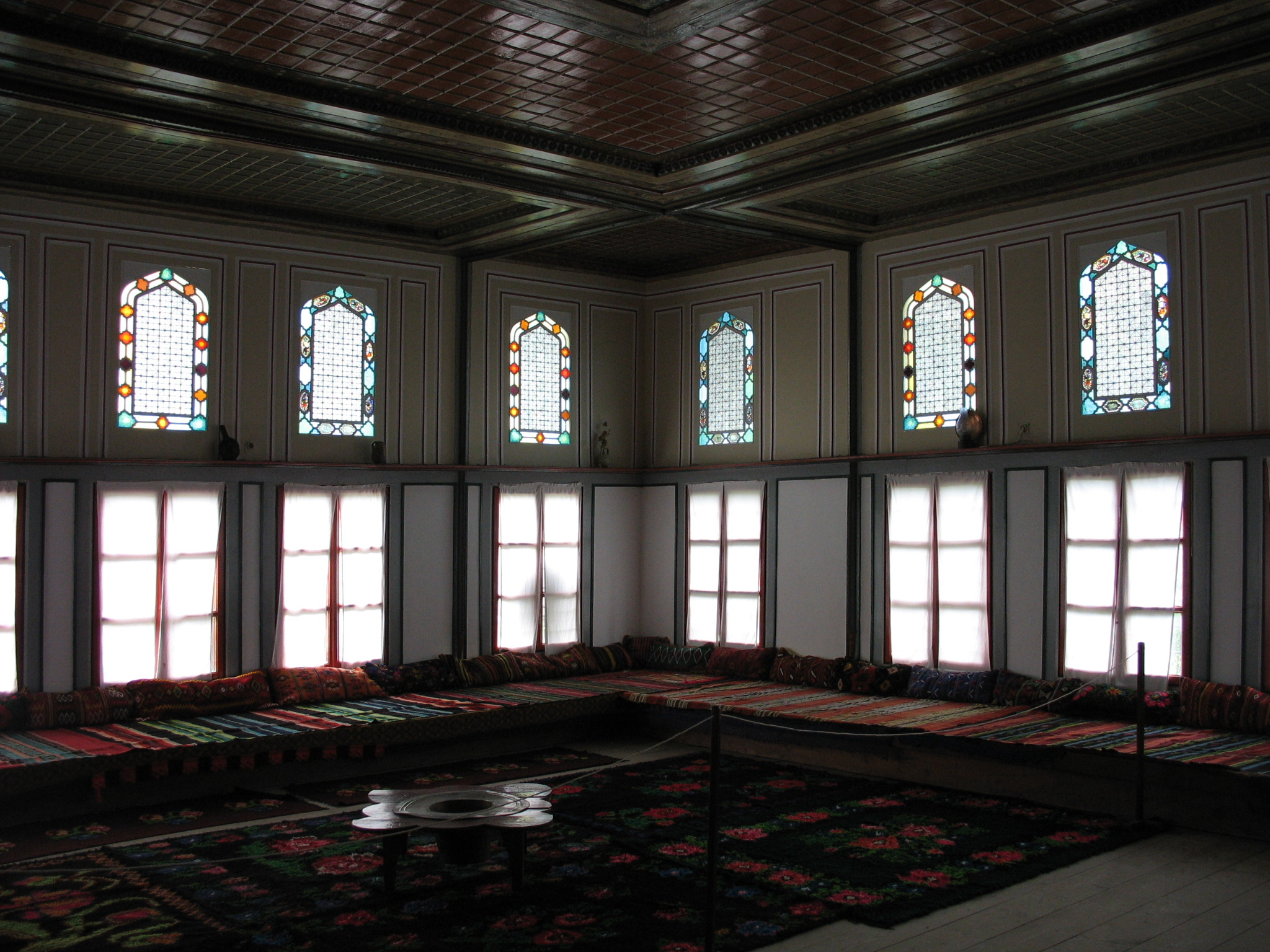
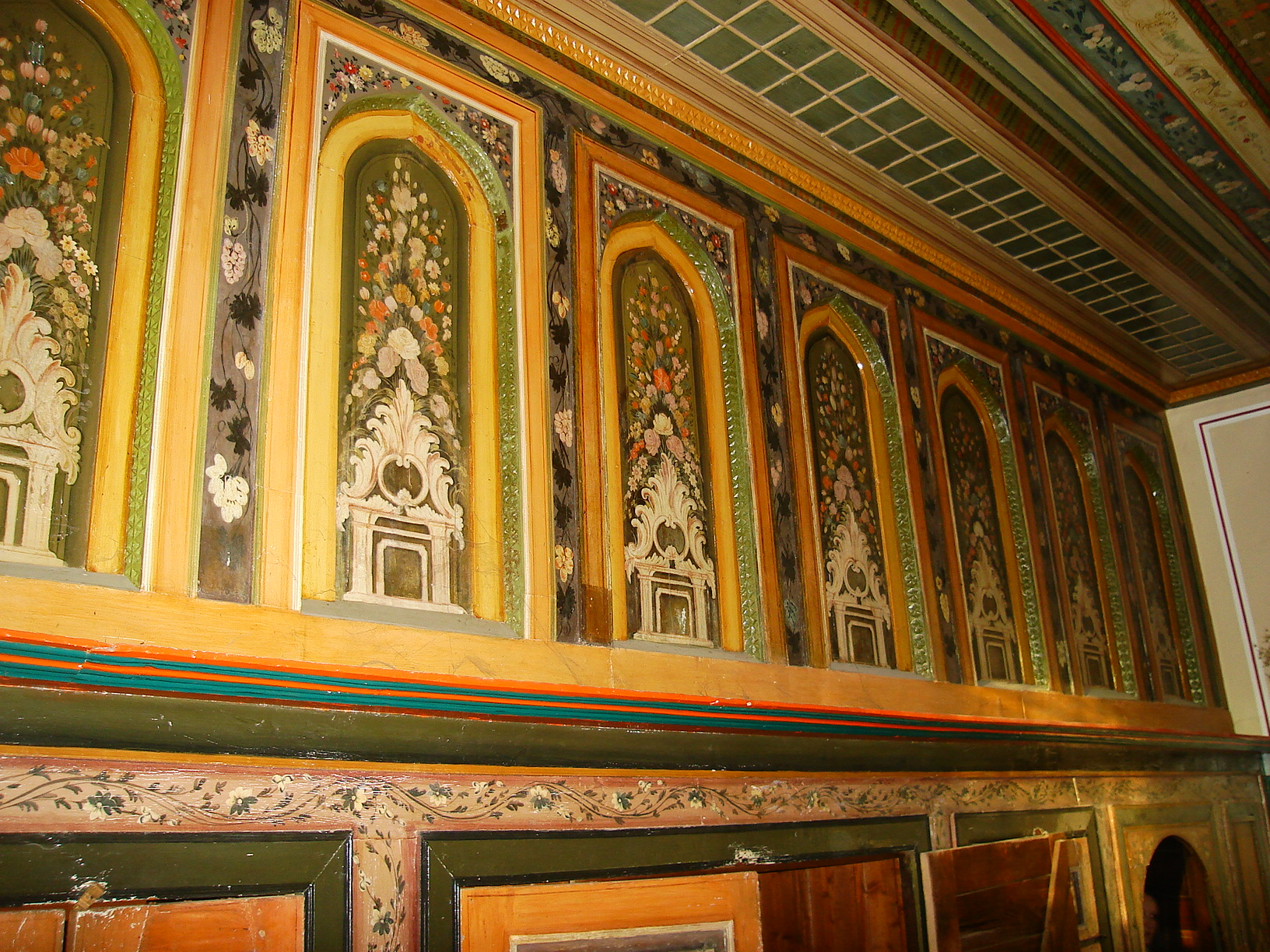
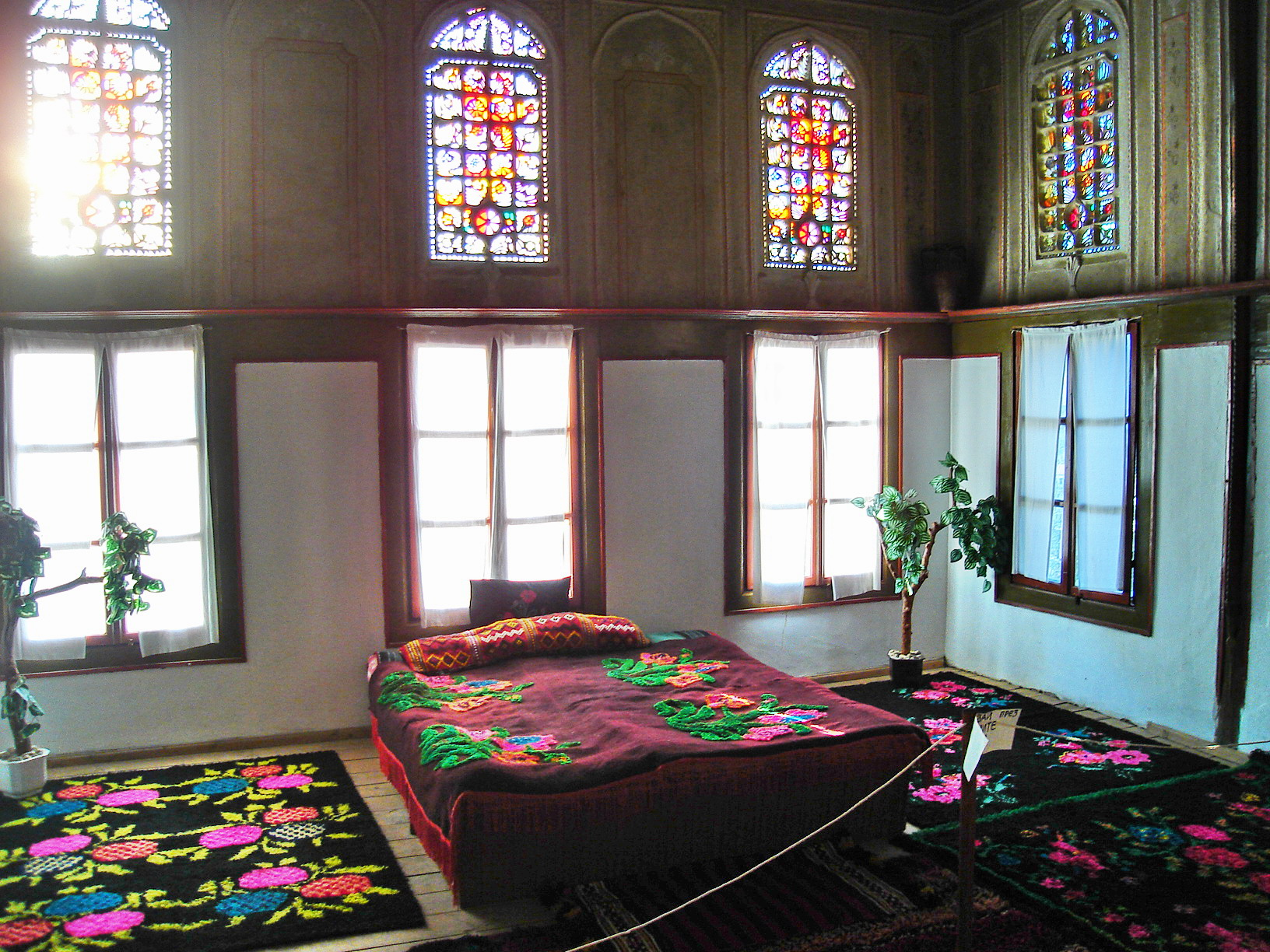
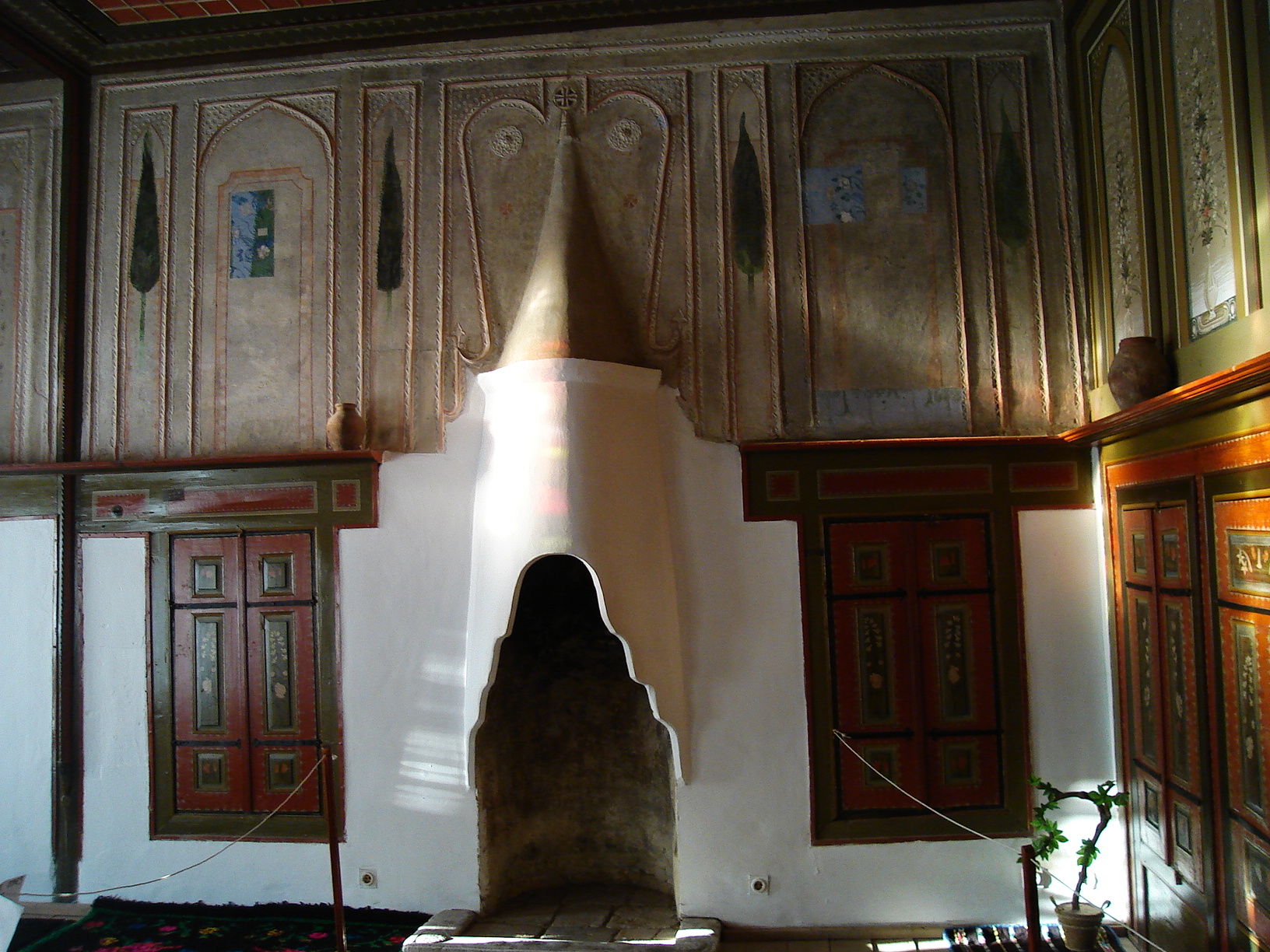
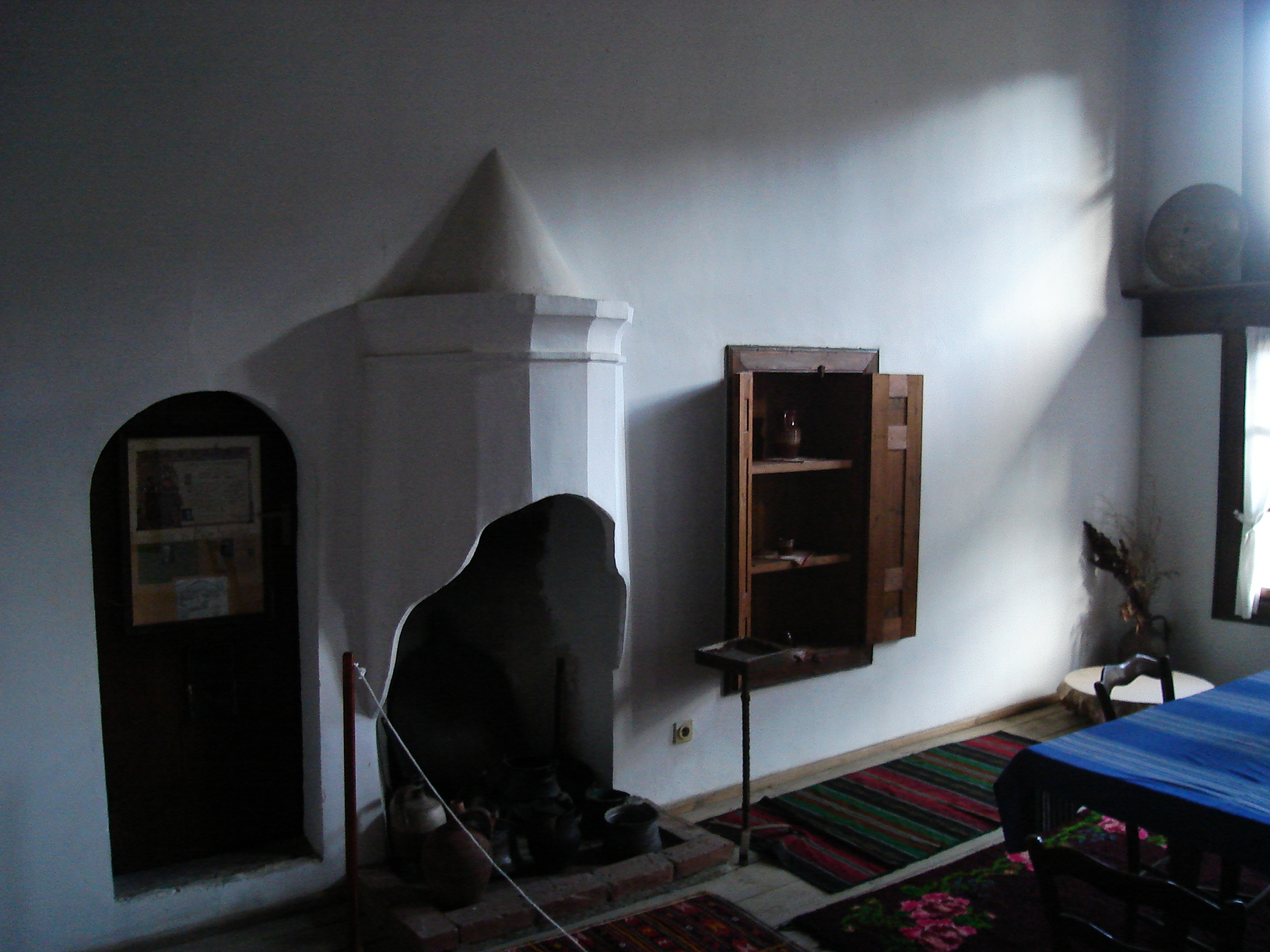
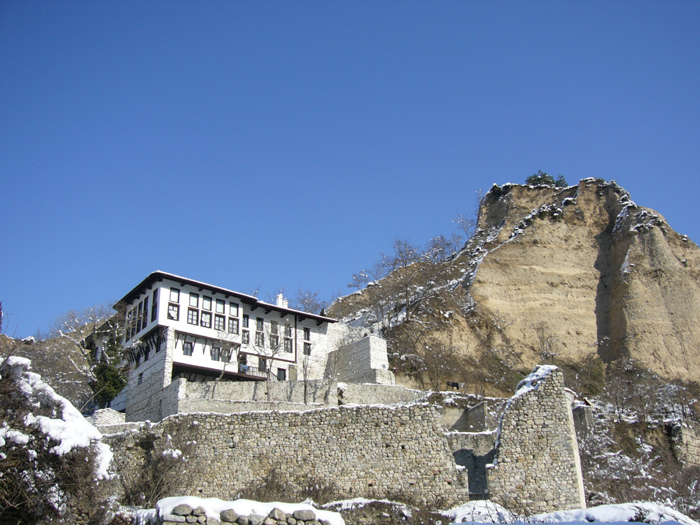
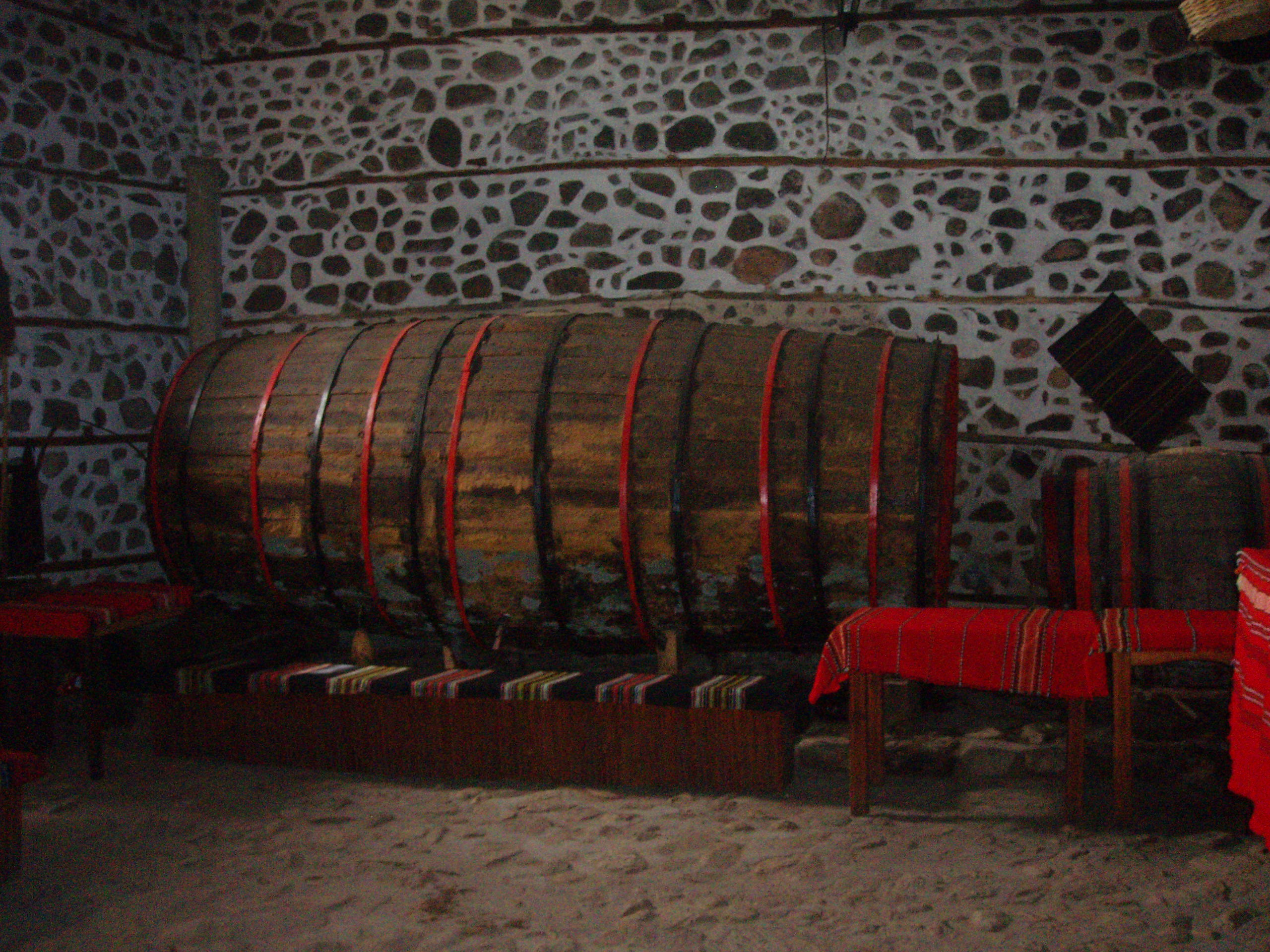
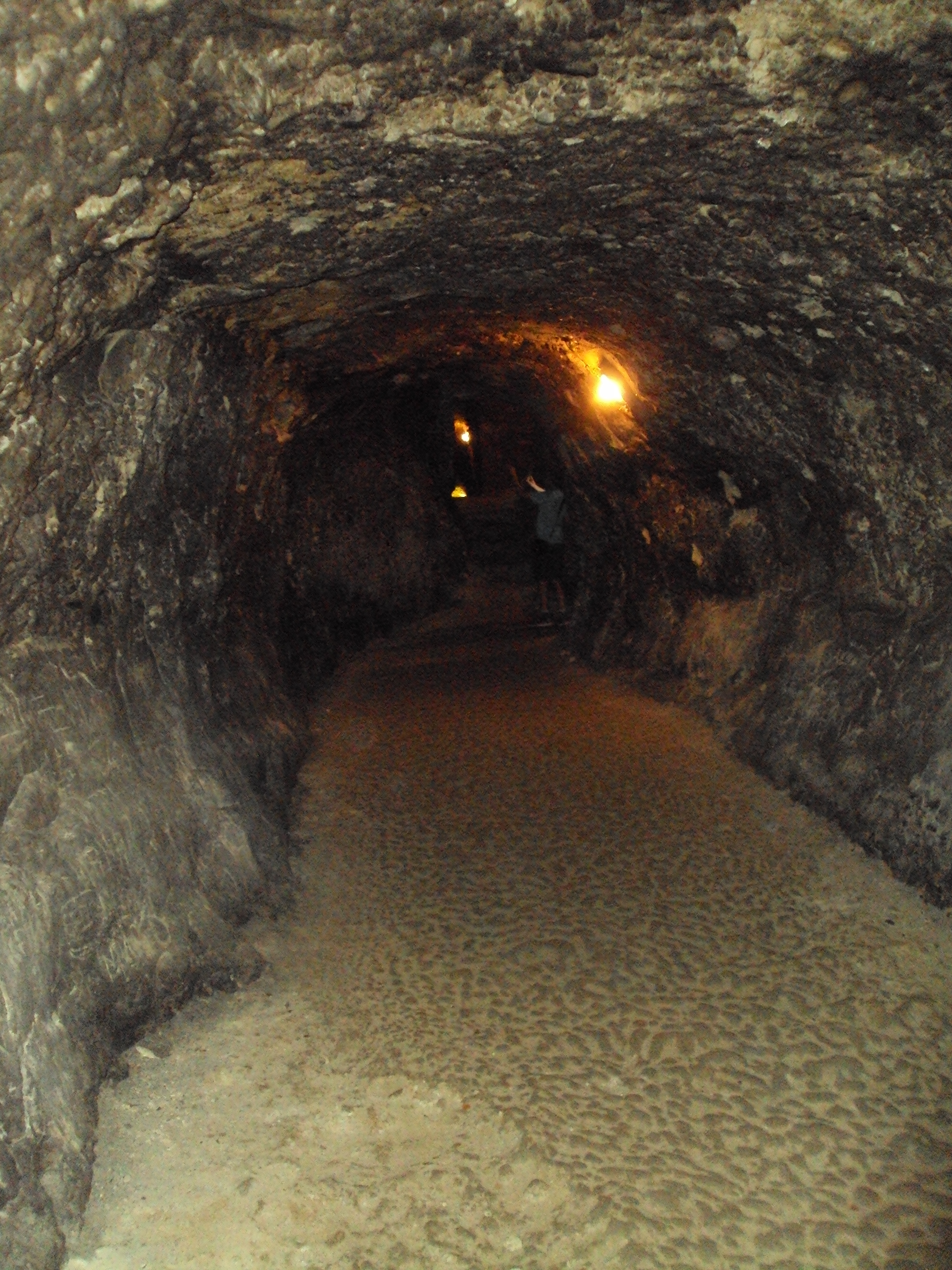
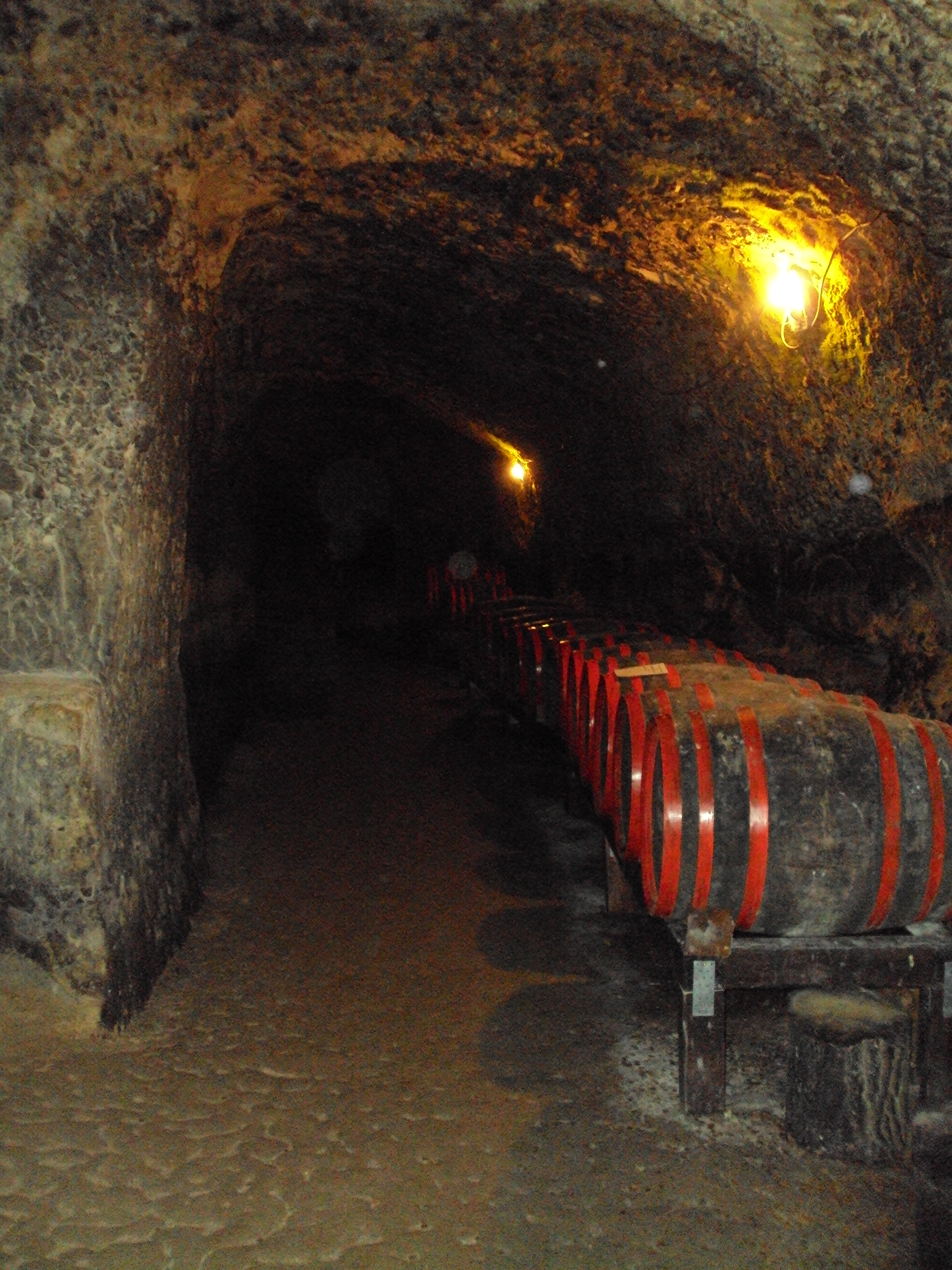
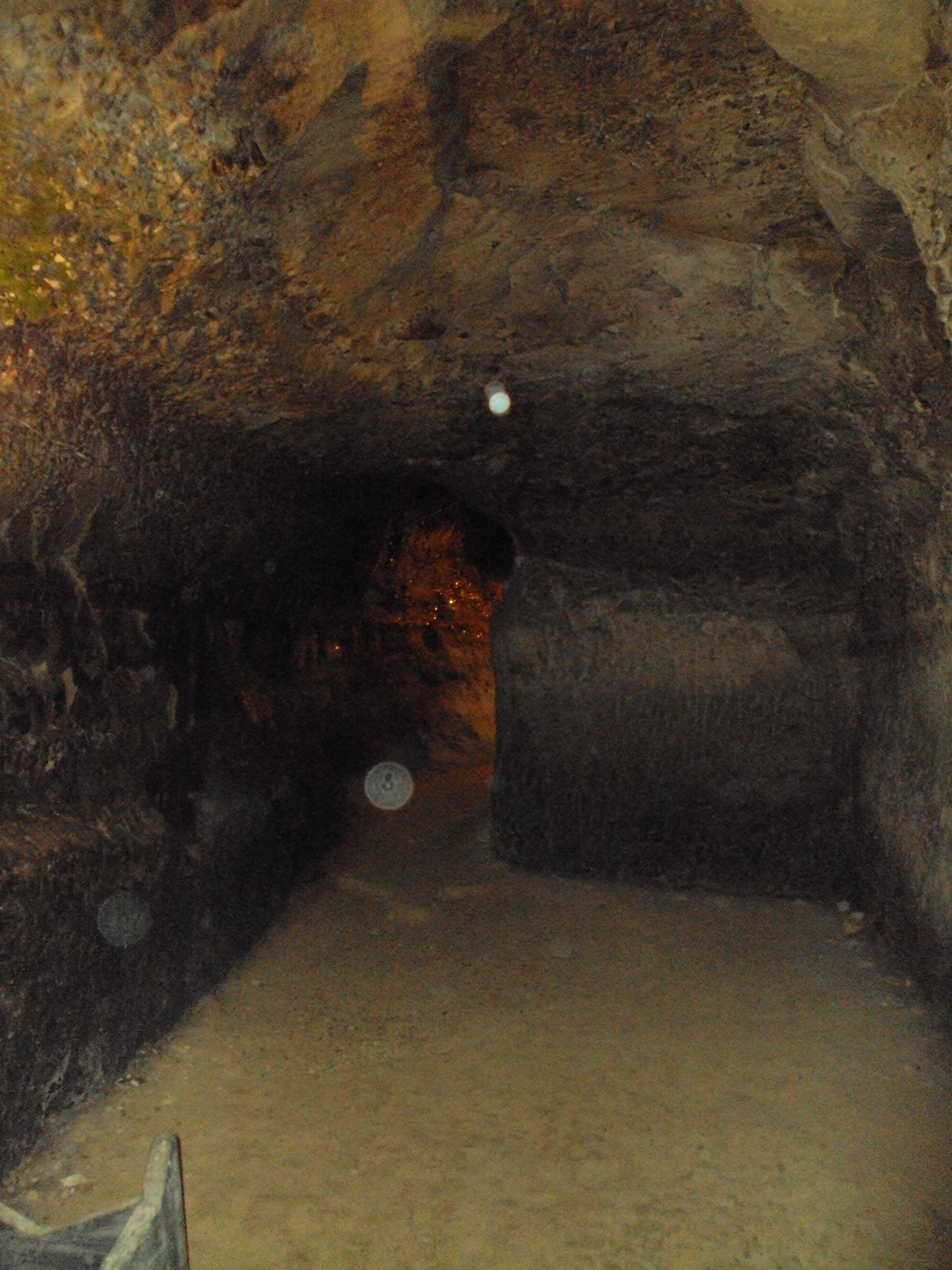
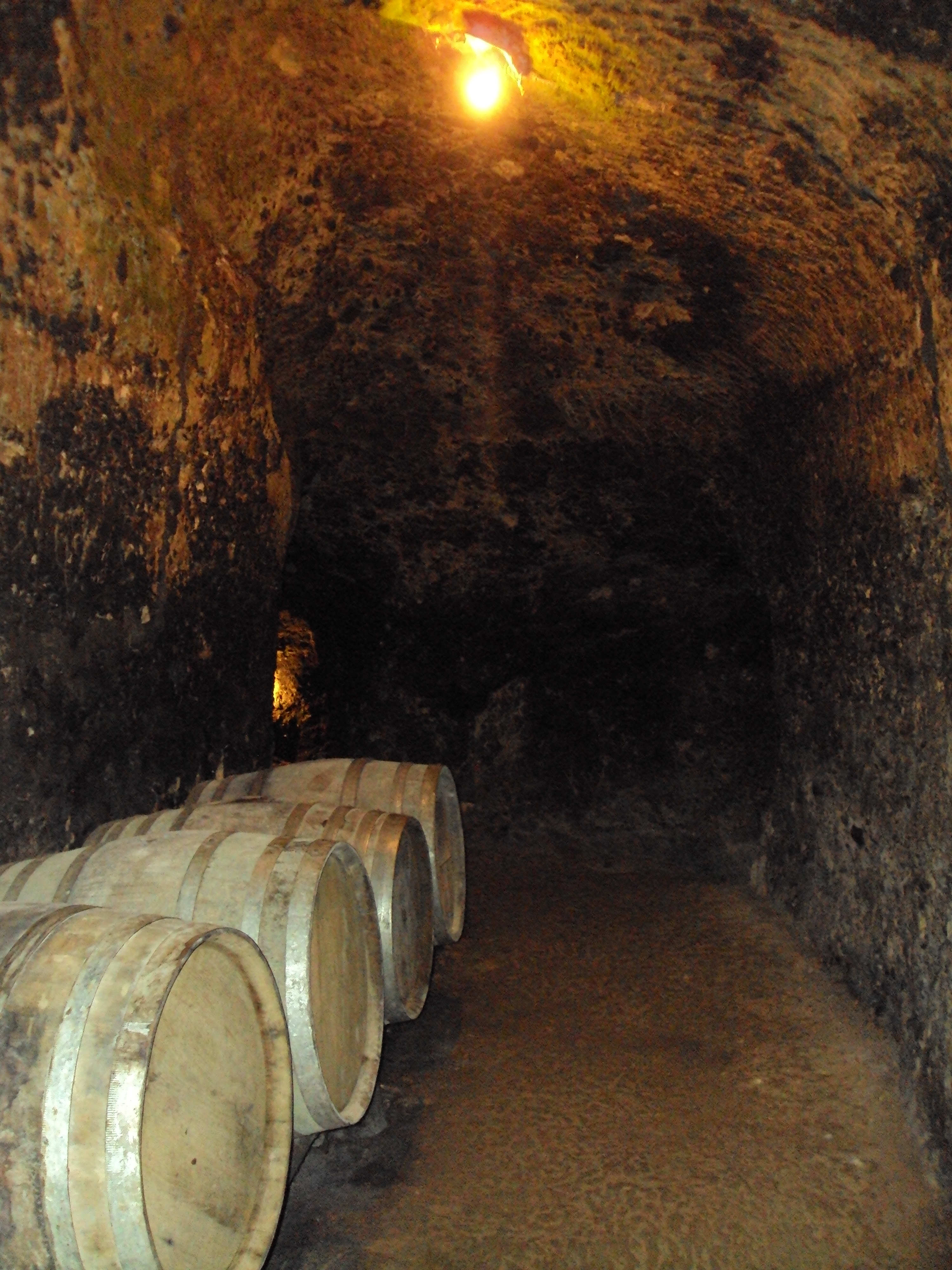